# Sobarocephala plumicornis
Sobarocephala plumicornis är en tvåvingeart som beskrevs av Lamb 1914. Sobarocephala plumicornis ingår i släktet Sobarocephala och familjen träflugor.
Artens utbredningsområde är Seychellerna. Inga underarter finns listade i Catalogue of Life.